# Bianou

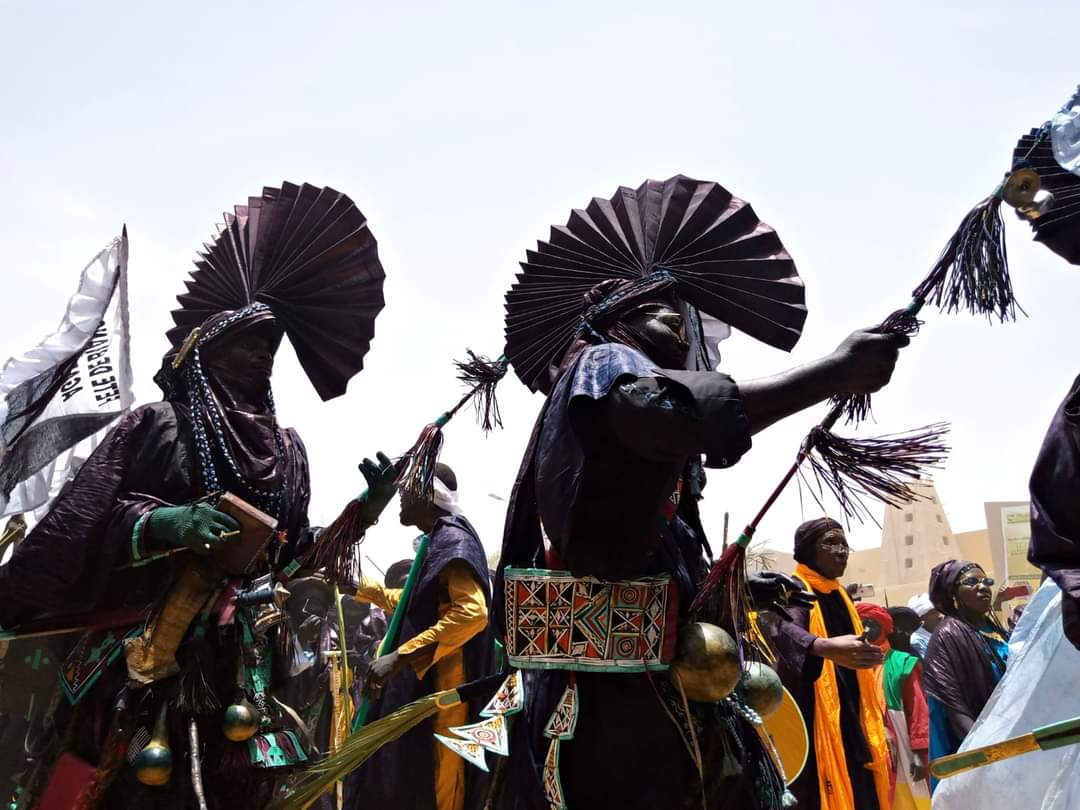
Bianou in Agadez im August 2022

Bianou (andere Schreibweise: Bianu) ist ein jährlich stattfindendes islamisches Volksfest in der nigrischen Stadt Agadez.
Der Überlieferung nach war das erste Bianou ein Freudenfest nach dem Ende der Sintflut. Das Fest beginnt sieben Tage nach dem islamischen Opferfest und dauert 23 Tage. Die Jugend des Ostteils (Yan Gabass) und des Westteils (Yan Yamma) der Altstadt von Agadez wählt jeweils einen Tambari genannten Leiter der Feierlichkeiten, der vom Sultan bestätigt wird und dem jeweils zwei Assistenten (genannt Girima und Agolla) zur Organisation zur Seite gestellt werden.
Im Zentrum des die ganze Stadt einnehmenden Volksfests steht der Tanz auf öffentlichen Plätzen. Die Tänzer aus beiden Stadthälften werden von kleinen Tobol-Orchestern begleitet. Sie ziehen  am späten Nachmittag durch die Stadt. Treffen die beiden Gruppen aufeinander, liefern sie sich Tanz- und Musikwettkämpfe. Am 9. Muharram, in der „Nacht der Schönheit“ (maratche-n-ado), zieht die ganze Bevölkerung kostümiert durch die Straßen. Die Jugendlichen und Tänzer verbringen die „Nacht der Schönheit“ in den Palmgärten des Vororts Alarcess. Am darauf folgenden Tag kehren sie Palmwedel schwingend in einem karnevalsartigen Umzug in die Stadt zurück. Die nun beginnenden letzten drei Tage von Bianou bilden den Höhepunkt der Feierlichkeiten.